# Radsportler des Jahres (Australien)

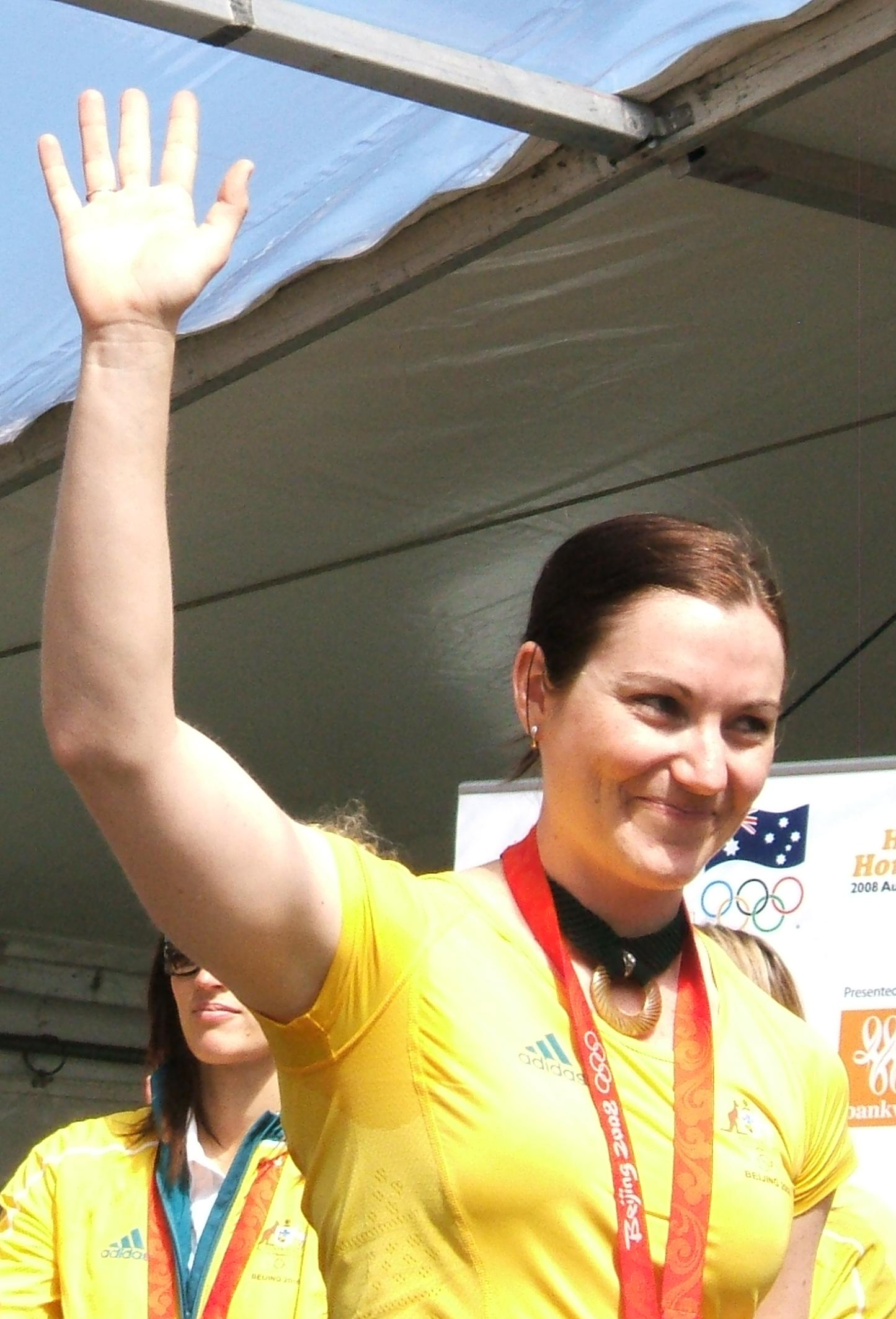
2012 wurde Anna Meares mit dem Oppy geehrt

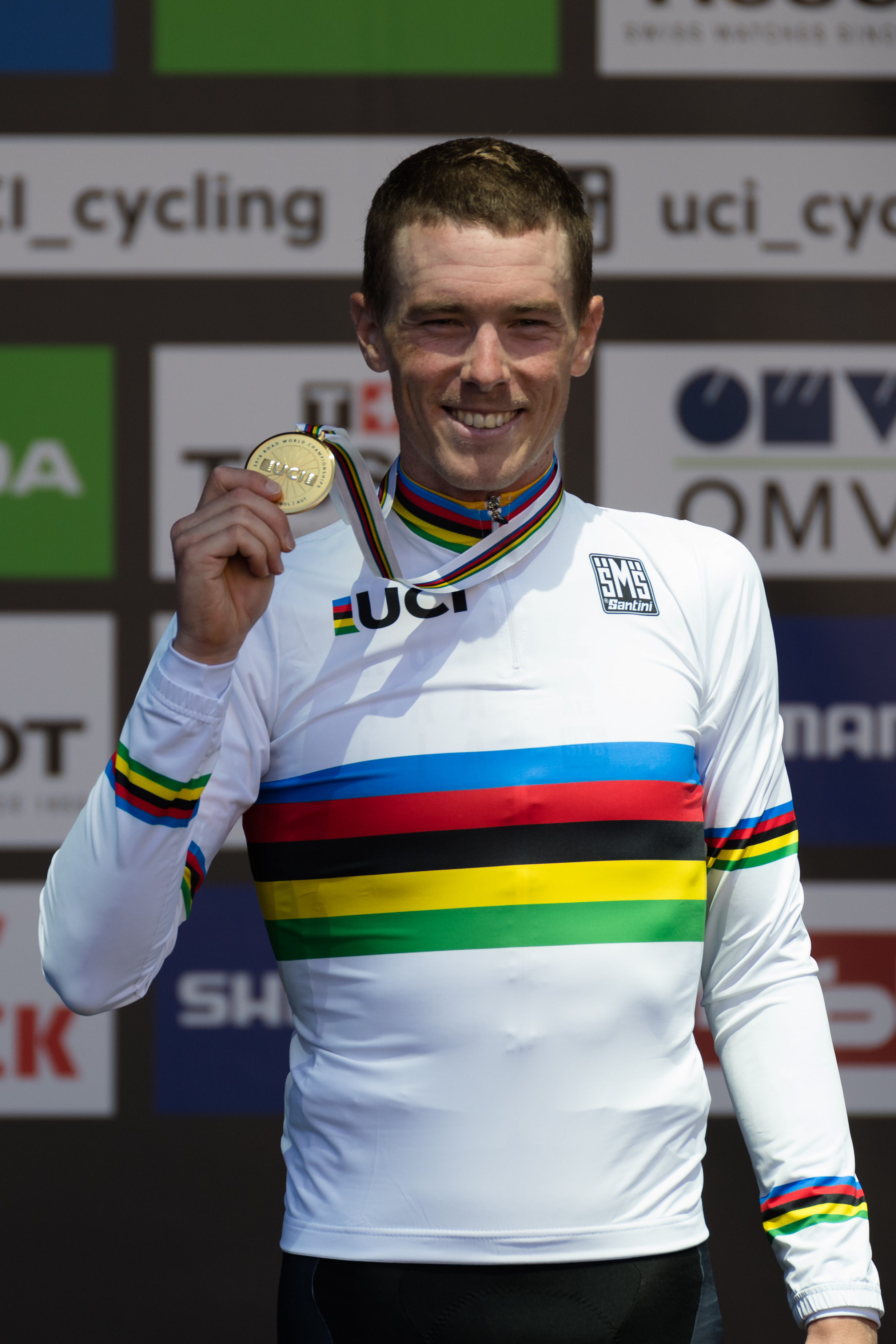
Schon zweimal ausgezeichnet: Rohan Dennis

Die Radsportler des Jahres von Australien werden seit 1997 in insgesamt 20 Sparten ausgezeichnet, aufgeteilt nach Geschlecht, Disziplinen und Altersklasse. Zudem gibt es einen Publikumspreis, eine Trainerauszeichnung, einen Preis für den Staat mit den besten Leistungen im Bereich Radsport sowie einen Vereinspreis.
Die höchste Auszeichnung ist die Sir Hubert Opperman Trophy & Medal, kurz Oppy Award genannt, für Australiens „Radsportler des Jahres“ aller Sparten. Benannt ist sie nach dem Rennfahrer Hubert Opperman und wird seit 1958 vergeben. Bis 1995 wurde der Award an den Radsportler vergeben, der das „Rennen des Jahres“ abgeliefert hatte. Seitdem wird die Auszeichnung an die Sportlerin oder den Sportler vergeben, der eine herausragende Gesamtleistung erbracht hat. Die Jury besteht aus Persönlichkeiten, die vom Vorstand des australischen Radsportverbandes Cycling Australia bestimmt werden.
Bis 2013 erhielt Cadel Evans den Oppy Award viermal und ist der am häufigsten derart ausgezeichnete Radsportler.

## Träger desOppy Award
- 1958: Russell Mockridge
- 1959: Peter Panton
- 1960: John Green
- 1961: Alan Grindal
- 1962: Sydney Patterson
- 1963: Ron Grenda
- 1964: Barry Waddell
- 1965: Ray Bilney
- 1966: Barry Waddell
- 1967: Bob Whetters
- 1968: Ken Evans
- 1969: Keith Oliver
- 1970: Gordon Johnson
- 1971: Graham McVilly
- 1972: Graeme Gilmore
- 1973: Graham McVilly
- 1974: Laurie Venn
- 1975: John Nicholson
- 1976: David Allan
- 1977: Shane Bartley
- 1978: Malcolm Hill
- 1979: Peter Besanko
- 1980: Laurie Venn
- 1981: Peter Besanko
- 1982: Steele Bishop
- 1983: Garry Trowell
- 1984: Peter Besanko
- 1985: Laurie Venn
- 1986: Michael Lynch
- 1987: Neil Stephens
- 1988: Barry Burns
- 1989: Martin Vinnicombe
- 1990: Rod Evans
- 1991: Brent McCaig
- 1992: Scott Sunderland
- 1993: Bradley McGee
- 1994: Rod Evans
- 1995: Darryn Hill
- 1996: Shane Kelly
- 1997: Henk Vogels junior
- 1998: Stuart O’Grady
- 1999: Anna Wilson
- 2000: Brett Aitken & Scott McGrory
- 2001: Stuart O’Grady
- 2002: Robbie McEwen
- 2003: Michael Rogers
- 2004: Ryan Bayley
- 2005: Robbie McEwen
- 2006: Cadel Evans
- 2007: Cadel Evans
- 2008: Anna Meares
- 2009: Cadel Evans
- 2010: Cameron Meyer
- 2011: Cadel Evans
- 2012: Anna Meares
- 2013: Caroline Buchanan
- 2014: Simon Gerrans
- 2015: Rohan Dennis
- 2016: Mathew Hayman
- 2017: Michael Matthews
- 2018: Rohan Dennis
- 2019: Caleb Ewan